# Antoine Lagnel
Pour les articles homonymes, voir Lagnel.
Antoine Lagnel est un homme politique français né le 8 octobre 1831 à Noves (Bouches-du-Rhône) et décédé le 9 avril 1907 dans la même ville.

## Biographie

### Carrière professionnelle
Antoine Joseph Lagnel commence sa carrière comme ouvrier. Il devient ensuite contremaître dans une minoterie entre 1848 et 1853, il se dirige ensuite vers l'agriculture et dirige peu à peu des exploitations rurales importantes. Il reçoit en 1875 le grand prix du ministre de l'Agriculture et du Commerce pour exploitation agricole, et, en 1878, une médaille d'or pour création de prairies dans les terrains incultes. Il s'intéresse également à l'industrie de l'huile d'olive qu'il contribua à implanter en Tunisie.

### Parcours politique
Adversaire déterminé du Second Empire, il commence sa carrière politique comme maire de Noves ainsi que conseiller général des Bouches-du-Rhône.
Il se présente pour la première fois à la députation à l'élection partielle du 11 mars 1888, comme républicain radical socialiste, mais est battu. il est finalement élu député des Bouches-du-Rhône l'année suivante, avec 9 856 voix sur 18 545 votants, dans la circonscription d'Arles. Il s'inscrit au groupe radical-socialiste. 
Il vote en faveur d'une révision des lois constitutionnelles dans un sens républicain, se montre en faveur d'un impôt progressif, vote des lois lois sociales, approuve la révision de la loi sur les syndicats professionnels, et promeut la laïcité de l'enseignement.
Il rédige une proposition de loi tendant à la suppression des nominations à titre civil dans  l'Ordre national de la Légion d'honneur. Il intervint dans les discussions budgétaires pour demander la diminution des crédits concernant l'Annam et du Tonkin.
Il s'oppose aux députés boulangistes de la Chambre. Lorsque ceux-ci, en 1890, déposent une proposition de loi liberticide aggravant fortement les peines pour différents crimes (la trahison, l'espionnage), il se coalise avec quelques républicains modérés pour tenter d'allumer un contre-feu. Avec Antide Boyer, Georges Leygues et Charles Rousse, Lagnel dépose le 18 juin 1891 une proposition de loi à article unique tendant à faire relever des conseils de guerre ou des cours d'assises les cas d'espionnage et de trahison, et à frapper plus sévèrement la trahison que l'espionnage.
Il est remarqué pour défendre les intérêts du Sud de la France. Il réclame la réalisation du canal de Marseille au Rhône, et demande qu'Arles soit choisie comme tête de ligne de ce canal.
Il quitte son poste de député en 1898, ne se représentant pas.